# Eric Melvin
Eric Melvin (9 de julho de 1966) É um guitarrista integrante da banda americana NOFX.
Melvin junto com Fat Mike faz parte da formação original do NOFX desde sua composição em 1983, ao longo da sua carreira teve como companheiro na banda três guitarristas que dividiam o palco com ele, como Steve Kidwiller. Em 1991 com a chegada de El Hefe (Guitarra, trompete e vocal) NOFX completou sua formção que segue firme até os dias atuais.
Melvin é facilmente reconhecido pelos seus Drealocks, por pintar o cabelo de muitas cores e sempre tocar sem camiseta. Além de ter seu jeito particular de tocar guitarra, a partir de 2000 no álbum Pump Up The Valuum inseriu no NOFX o instrumento Acordeão gravado por Bill Hansson, onde ao vivo quem toca é o próprio Eric Melvin nos shows.
Desde 1996 tem um projeto alternativo ao NOFX chamado Punk Rock Karaoke junto com baixista Steve Soto (The Adolescents), baterista Derek O'Brien (Social Distortion) e o guitarrista Greg Hetson (Bad Religion).